# Eadnoth lo Stalliere
Eadnoth lo Stalliere (... – Bleadon, 1068) è stato un nobile anglosassone.

## Biografia
Di Eadnoth si possiedono pochissime informazioni. Come riportato nel Domesday Book, era un facoltoso possidente del Somerset, proprietario di numerose terre e tenute a ridosso della conquista normanna dell'Inghilterra. Dopo che Guglielmo il Conquistatore prese il potere, Eadnoth gli girò fedeltà e poté così mantenere il suo vasto patrimonio.
Quando nel 1068 i principi esiliati Godwin, Edmondo e Magnus del Wessex invasero a loro volta l'Inghilterra per reclamare il trono del padre Aroldo II, attaccarono prima Bristol e poi il Somerset. Eadnoth, in quanto principale feudatario della zona, rimase fedele a Guglielmo e raccolse un esercito per scontrarsi con gli invasori. Nella conseguente battaglia di Bleadon tuttavia gli anglosassoni lealisti furono sconfitti dagli esuli, ed Eadnoth stesso ucciso (assieme, forse, a Magnus del Wessex). Di lì a poco, comunque, l'invasione fallì e i principi fuggirono in Irlanda.